# Mongo Santamaria
Ramón "Mongo" Santamaria Rodríguez (7. april 1917 i Havanna Cuba – 1. februar 2003 i Miami Florida USA) var en afro-cubansk latin-jazz percussionist.
Santamaria, hvis hovedinstrument er congatrommer, er mest kendt for sin komposition Afro Blue,[kilde mangler] som blev indspillet og gjort berømt af John Coltrane. Han kom til New York i 1950, hvor han blandt andre spillede med Tito Puente og Cal Tjader. 
Santamaria har indspillet og spillet med musikere som Dizzy Gillespie og Ray Barretto. 
Han har primært ledet egne ensembler, som også har spillet soul og rythm and blues, og var en af foregangsmændende for stilen boogaloo.